# Simala
Simala (en sard, Sìmala) és un municipi italià, dins de la província d'Oristany. L'any 2007 tenia 366 habitants. Es troba a la regió de Marmilla. Limita amb els municipis de Baressa, Curcuris, Gonnoscodina, Gonnosnò, Masullas i Pompu.

## Administració
| Període | Identitat     | Partit        |
| ------- | ------------- | ------------- |
| 2005-   | Giorgio Scano | Llista cívica |